# Пиониерис (кинотеатр, Рига)
Кинотеатр «Пиониерис» (латыш. «Pionieris») — бывший специализированный широкоформатный детский кинотеатр в Риге, располагавшийся по адресу: ул. Сколас, 2 (в советское время улица Андрея Упита), на пересечении с ул. Элизабетес (в советское время ул. Кирова). После денационализации в здании располагался кинотеатр «Оскар», затем ночные клубы; с 2014 года здание пустует.

## История

### На рубеже веков
В конце 19-го века в начале Школьной улицы находился небольшой деревянный домик с садом во дворе, принадлежавший барону Бернхарду Вольфу-Семерсхофу. Он продал имущество семье Вайен, владевшей магазином колониальных товаров (бакалеи) в собственном доме на Кузнечной улице, № 18/20. В 1921 году Константин Вайен снёс деревянный дом, а вместо него построил небольшое современное одноэтажное каменное здание с элегантным фасадом в смешанном стиле классицизма и барокко с портиком у входа.

### Общественное место
10 сентября 1921 года в новом здании Бронислав Городецкий и Константин Гурский открыли кафе и кондитерскую «Эрмитаж». Руководитель предприятия Гурский эмигрировал из Санкт-Петербурга, где он до революции возглавлял один из самых известных ресторанов Палкина. Но его рижский ресторан оказался неудачным, и «Эрмитаж» был куплен энтузиастом кино Андреем Керре с идеей превратить его в кинотеатр.
Новый крупнейший рижский кинотеатр «Форум» был открыт 25 декабря 1923 года. Там было около 750 мест.
Быстро построенный «Форум» не понравился некоторым чиновникам, и в 1927 году Художественный совет городской строительной управы указал владельцам на некачественную отделку фасада кинотеатра. Архитектор Ю. Нейс вызвался исправить недостатки и переделать фасад в стиле функционализма. Но работы шли медленно и не были завершены до 1929 года.
22 августа 1930 года министр финансов утвердил устав новой акционерной компании «Атриум» с уставным капиталом в 100 000 латов. Основателями общества были совладелец Видземской шерстяной мануфактуры (её ткацкий цех находился на ул. Шарлотес, 46) Липманис Менделевич Давидсон, текстильный магнат, совладелец Латвийско-британского промышленного и торгового акционерного общества Осип Борисович Финкельштейн, сам киноэнтузиаст Андрей Керре, Михаил Александр Ширмахер, а также подданный Польши Александр Пос. Акционерное общество специализировалось на покупке, продаже, прокате кино, а также аренде и эксплуатации кинотеатров в Латвии и за её пределами.
После реконструкции, выполненной по проекту архитектора Лео Витлина, вход в кинотеатр и вестибюль были расширены. Количество мест в зале и на балконе было сокращено до 666.
3 июля 1935 года Отделение торгового регистра Рижского окружного суда сообщило о регистрации изменений в записи № 113 раздела В регистра. Членами правления акционерного общества «Atrium» стали: Василий Емельянов (председатель), Абрам Файнштейн и Вилхелм Нариньш.

### Национализированный кинотеатр
С 1940 года «Форум» был национализирован и одним из первых начал показывать только советские фильмы.
В годы немецкой оккупации Форум перешел в ведение вермахта («Soldaten Kino»). Также в нём располагалась кинопрокатная контора «Ostland Film Gmbh».
В феврале 1943 года «Форум» снова стал обычным кинотеатром. Несмотря на трудности войны, в апреле 1944 года был проведен ремонт крыши здания и зрительного зала.
После изгнания немецко-фашистских захватчиков оказалось, что оборудование кинотеатра вывезено, и только 6 ноября 1945 года «Форум» снова открыл свои двери, получив новую кинотехнику из Москвы.
В октябре 1948 года кинотеатр «Форум» был отремонтирован и открыт 29 октября под новым названием «Komjaunietis» («Комсомолец»). Он работал ежедневно с 13.00, а по выходным и праздничным дням с 11.00. Вход в кассы находился со стороны улицы Андрея Упита (Сколас), а в зрительный зал со стороны улицы Кирова (Элизабетес). В кинотеатре имелось благоустроенное фойе, где перед вечерними сеансами выступал ансамбль, проводились лекции.
Позже в кинотеатре разместился первый павильон Рижской киностудии. После её переезда в новые помещения в Шмерли название «Комъяуниетис» перешло бывшему кинотеатру «А.Т» на улице Ленина (Калькю), а Рижский городской совет депутатов трудящихся принял решение перестроить кинотеатр в детский.

### Первый детский кинотеатр
Реконструкция кинотеатра (архитектор Юрис Петерсон, инженер А.Путанс, художник стенных росписей Александр Станкевич) началась 12 февраля 1960 года при участии учащихся рижских школ и студентов под руководством штабов городской пионерской и комсомольской организаций. За два года кинотеатр был значительно перестроен и вновь открылся 19 мая 1962 года, в день 40-летия Всесоюзной пионерской организации имени В. И. Ленина, получив название «Пиониерис».
На втором этаже кинотеатра была большая комната игровых автоматов, на первом этаже кафе. В зрительном зале насчитывалось 657 мест.
После восстановления независимости Латвии в 1997 году он был переименован в «Оскар» и демонстрировал фильмы для зрителей всех возрастов. В кинотеатре был один большой зал на 422 места и балкон на 64 места.
Кинотеатр был закрыт в 2004 году. После закрытия кинотеатра здание кинотеатра использовали ночные клубы.
Первоначально здесь располагался ночной «Essential Club», который заставлял жителей близлежащих домов жаловаться на ночной шум. Строительная управа города Риги издала административный акт о запрете эксплуатации здания, приспособленного под клуб без согласованного проекта строительства. Однако муниципальная полиция не закрыла клуб, хотя административный акт Департамента городского развития о приостановлении деятельности клуба вступил в силу 13 июля 2005 года и не был обжалован в суде.
Тем не менее, работа дискоклуба продолжалась в течение 9 лет. В июне 2012 года он был закрыт на ремонт.
Однако через месяц, в июле 2012 года, в здании вместо «Essential Club» открылся клуб «El Divino» с пятью танцевальными залами.

## Владельцы
Решением Рижской думы от 4 марта 1994 г. № 245 и решением исполкома Видземского районного совета народных депутатов города Риги № 389 права собственности на здание закреплены за Вилхелмом Нариньшем, родившимся в 1907 году в Риге и проживавшим в США. Здание было оценено в 27952,12 лата, земельный участок был передан без оценки. Пожилой владелец подарил имущество своей дочери Расме Нарине-Карине, которая в феврале 1999 года продала его сыну, будущему депутату Сейма, министру, европарламентарию и премьеру Кришьянису Кариньшу за 287 тысяч латов. В 2013 году он передал эту собственность своей жене Анде Карине, которая спустя несколько месяцев инвестировала её в акционерный капитал SIA S2 Rīga, а затем продала кипрскому офшору Blackmerc Ltd. (принадлежащему, предположительно, гражданину России), получив более 1,8 млн евро. Эта сделка вызвала в Латвии большой резонанс, так как её подробности стали обсуждаться вскоре после назначения К. Кариньша главой правительства в начале 2019 года.